# Werner von Orseln
 (novembre 2019).
Si vous disposez d'ouvrages ou d'articles de référence ou si vous connaissez des sites web de qualité traitant du thème abordé ici, merci de compléter l'article en donnant les références utiles à sa vérifiabilité et en les liant à la section « Notes et références ».
Werner von Orseln (né vers 1280, mort le 18 novembre 1330 à Marienbourg), est le dix-septième grand maître (magister generalis) de l’ordre Teutonique de 1324 à 1330.

## Biographie
Werner est issu de la noble famille des comtes de Falkenstein à Oberursel, près de Francfort. On ne sait pas exactement quand il rejoint l’ordre Teutonique, mais est mentionné en 1312 comme commandeur de l'Ordenburg (château) de Ragnit (aujourd'hui Neman dans l'oblast de Kaliningrad) à la frontière entre l'État monastique des chevaliers teutoniques et le grand-duché de Lituanie. En 1314, le grand maître Karl von Trier le nomme grand commandeur de la forteresse de Marienbourg (Malbork).
Lors d'un coup d'État, il soutient le grand maître et l'accompagne en exil. Il rentre en 1319 et occupe le poste de résident de Von Trier en Prusse. Il entreprend des discussions diplomatiques et rétabli la discipline hiérarchique au sein de l'ordre.
À la mort de Karl von Trier, le chapitre capitulum de l'ordre choisit von Orseln pour lui succéder (6 juillet 1324). Immédiatement après son élection, von Orseln est contraint d'entamer des négociations avec Ladislas Ier de Pologne qui contexte l'annexion, après la prise de Dantzig en 1308, des terres de Pomérellie par les chevaliers teutoniques. Les discussions ne débouchent sur aucun résultat et l'Ordre se prépare à la guerre contre la Pologne.
En 1326 le Grand Maître forme à Brodnica une coalition, composée des ducs Siemovit II de Rawa, Trojden Ier de Czersk et Wacław de Płock ainsi que plusieurs piast de Silésie (en) et le roi Jean Ier de Bohême. L'invasion de Płock en 1327 par Ladislas Ier fourni le prétexte pour déclarer la guerre entre la Pologne et l'État teutonique. En représailles, le grand maître ordonne l'invasion de la Cujavie et de la région de Dobrzyń.
Alors que la guerre bat son plein, von Orseln décède à la forteresse de Marienbourg des suites d'une tentative d'assassinat par un chevalier fou, nommé Johan von Endorf. Sa dépouille est inhumée dans la cathédrale de Marienwerder (Kwidzyn).